# Pietre d'inciampo nel centro storico di Milano

## Municipio 1
Il centro storico di Milano (Municipio 1) accoglie ufficialmente 73 pietre d'inciampo. Il 14 e 15 novembre 2024 per iniziativa della Fondazione Fossoli e ANED sono posate sei nuove pietre a ricordo dei martiri dell'eccidio di Cibeno. Il 28 gennaio 2025 davanti alla Questura milanese sono posate tre nuove pietre d'inciampo a ricordo di tre poliziotti che hanno avuto un ruolo significativo per la salvezza degli ebrei e si sono prodigati nella lotta di Liberazione.
| Pietra d'inciampo | Pietra d'inciampo                                                     | Pietra d'inciampo | Pietra d'inciampo | Note biografiche |
| Data di posa      | Luogo di posa                                                         | Stolpersteine     | Incisione | Note biografiche |
| ----------------- | --------------------------------------------------------------------- | ----------------- | --- | --- |
| 19 gennaio 2017   | Via dei Chiostri, 2 45°28′26.97″N 9°11′10.74″E                        |                   | QUI LAVORAVA GIANLUIGI BANFI NATO 1910 ARRESTATO 21.3.1944 DEPORTATO MAUTHAUSEN ASSASSINATO 10.4.1945 GUSEN                | Gian Luigi Banfi (Milano, 2 aprile 1910 - Gusen, 10 aprile 1945) , architetto, antifascista, aderì al movimento Giustizia e Libertà ed al Partito d'Azione clandestino. Più tardi sarà componente del C.L.N.. Tradito, catturato il 21 marzo 1944, deportato il 27 aprile 1944 a Fossoli, quindi a Bolzano ed infine a Mauthausen. Muore di stenti il 10 aprile 1945 nel sottocampo di Gusen poco prima della liberazione del campo. A Gian Luigi Banfi, architetto, è stata dedicata una strada a Milano. |
| 19 gennaio 2017   | Via Milazzo, 4 45°28′44.65″N 9°11′15.11″E                             |                   | QUI ABITAVA MELCHIORRE DE GIULI NATO 1906 ARRESTATO 7.8.1944 DEPORTATO DACHAU ASSASSINATO 24.2.1945 ÜBERLINGEN             | Melchiorre De Giuli (Motta Visconti, 7 febbraio 1906 - Überlingen-Aufkirch, 24 febbraio 1945), figlio di Costante e Maria Caserio. Fascista in giovane età, si allontanò dal movimento negli anni '30 diventando strenuo oppositore di Mussolini e del suo regime. Esiliato politico sull'isola di Ponza dal 1934 al 1938. Dopo l'armistizio dell'8 settembre 1943 si unisce ai GAP, guruppi resistenziali cittadini. Arrestato il 7 agosto 1944 a Milano, internato prima a Bolzano, deportato nell'ottobre del 1944 a Dachau, in seguito nel sottocampo Überlingen-Aufkirch, costretto ai lavori forzati per la costruzione di un tunnel, al riparo del quale sarebbero state trasferite officine adibite alla produzione bellica. Muore il 24 febbraio 1945. |
| 19 gennaio 2017   | Corso Magenta, 55 45°27′56.43″N 9°10′24.57″E                          |                   | QUI ABITAVA ALBERTO SEGRE NATO 1899 ARRESTATO 8.12.1943 DEPORTATO AUSCHWITZ ASSASSINATO 27.4.1944                          | Alberto Segre (Milano, 12 dicembre 1899 - Auschwitz, 27 aprile 1944), figlio di Giuseppe e Olga Lövvy., famiglia di ebrei non praticanti. Dopo il diploma al liceo Manzoni si laurea alla Bocconi in economia e commercio e si impiega presso la ditta di famiglia. Antifascista. Sposa Lucia Foligno, dalla quale avrà l'unica figlia, Liliana. Pochi mesi dopo la moglie muore. Causa l'intensificarsi delle persecuzioni nei confronti degli ebrei, si rifugia con la figlia e gli anziani genitori presso alcuni amici ad Inverigo. Nel dicembre 1943, fallito il tentativo di fuggire in Svizzera, viene arrestato insieme con la figlia a Selvetta di Viggiù (Varese). Dal carcere di Varese trasferiti a Como quindi Milano. Il 30 gennaio 1944 padre e figlia sono deportati ad Auschwitz-Birkenau, giungendovi dopo sette terribili giorni di viaggio su uno dei tanti treni della morte che partono dal Binario 21 della stazione centrale di Milano. Assassinato il 27 aprile 1944. |
| 19 gennaio 2018   | Viale Caldara, 11 45°27′13.4″N 9°12′07.3″E                            |                   | QUI ABITAVA ROMEO LOCATELLI NATO 1897 ARRESTATO 20.11.1944 DEPORTATO MAUTHAUSEN ASSASSINATO 9.4.1945 GUSEN                 | Romeo Locatelli (Milano, 28 marzo 1897 - Gusen, 9 aprile 1945), alpino nella prima guerra mondiale catturato dagli austriaci, prigioniero di guerra a Mauthausen. Tornato alla vita civile, subito dopo l'armistizio dell'8 settembre 1943 entra in contatto con Ezio Franceschini e Concetto Marchesi e l'attività dei gruppi antifascisti padovani. Partecipa alla Resistenza come corriere informatore tra Lombardia e la Svizzera. "Omero" è arrestato il 20 novembre 1944 in casa della partigiana Rina Ferrè. Incarcerato prima a San Vittore quindi trasferito a Bolzano. Il 1º febbraio 1945 è deportato a Mauthausen e impiegato nel lavoro forzato al sottocampo di Gusen. Muore il 9 aprile 1945, pochi giorni prima della liberazione del campo. |
| 20 gennaio 2018   | Via Borgonuovo, 5 45°28′14.31″N 9°11′29.36″E                          |                   | QUI LAVORAVA ANTONIO DE GIORGI NATO 1904 ARRESTATO 10.3.1944 DEPORTATO MAUTHAUSEN ASSASSINATO 20.3.1945 GUSEN              | Antonio De Giorgi (Comerio, 14 giugno 1904 - Gusen, 20 marzo 1945). Sposa Carla Palazzoli. Avvocato, socialista, nel suo studio, dopo l'armistizio e l'occupazione tedesca, si riuniscono i membri del partito socialista: Lorenzetti, Pieraccini, Recalcati, Valcarenghi, ed altri. Partecipa all'organizzazione dello sciopero del marzo 1944 che blocca le più grandi fabbriche del Nord; è motivo del suo arresto del 10 marzo 1944 ad opera della polizia del regime. Incarcerato a San Vittore, trasferito a Fossoli quindi Bolzano ed infine deportato a Mauthausen immatricolato 82374. Muore a Gusen il 20 marzo 1945. |
| 20 gennaio 2018   | Piazzale Cadorna, 15 45°28′04.4″N 9°10′34.57″E                        |                   | QUI ABITAVA ALESSANDRO MONETA NATO 1883 ARRESTATO 4.11.1944 DEPORTATO MAUTHAUSEN ASSASSINATO 20.1.1945 GUSEN               | Alessandro Moneta (Milano, 23 agosto 1883 - Gusen, 20 gennaio 1945), sesto figlio di Giuseppe ed Innocente Fumagalli. In giovane età entra nell'industria di mobili in ferro del padre (oggi azienda leader nella produzione di pentole da cucina). Nel 1908 sposa Laura Carini, dal matrimonio nascono quattro figlie. All'emanazione delle leggi razziali aiuta alcuni dipendenti ebrei nascondendoli nei locali dell'azienda di Musocco. Scoperta la sua attività è arrestato il 4 novembre 1944 condotto al carcere di San Vittore, poi a Bolzano e quindi internato a Mauthausen e immatricolato con il numero 110336. Sopravvive due mesi nel campo i Gusen, dove muore il 20 gennaio 1945. |
| 20 gennaio 2018   | Via Mengoni, 2 45°27′54.22″N 9°11′18.49″E                             |                   | QUI ABITAVA OTTO POPPER NATO 1915 ARRESTATO 24.1.1944 DEPORTATO MAUTHAUSEN ASSASSINATO 25.10.1944 LINZ                     | Otto Michael Popper (Vienna, 6 ottobre 1915 - Linz, 25 ottobre 1944), di cittadinanza austriaca figlio di Michael (Ottokar) e Maria, nata Lientschnik. Laureato in giurisprudenza all'università di Vienna, nonostante il padre abbia da tempo abbracciato la fede cattolica e la madre Ariana, è oggetto di persecuzioni nazifasciste. Si rifugia a Milano, ma non sfuggirà all'arresto. Portato al carcere di San Vittore funge da interprete, si prodiga per aiutari i detenuti, favorisce i loro contatti con l'esterno e con la resistenza. La moglie Ariane Dufaux con i due figli riparara a Ginevra, mettendosi al riparo da rappresaglie. È trasferito al campo di Fossoli, poi a Bolzano, infine deportato a Mauthausen. Assassinato il 25 ottobre 1944 a Linz. |
| 23 gennaio 2018   | Via De Amicis, 45 45°27′27.69″N 9°10′48.08″E                          |                   | QUI ABITAVA MICHELANGELO BÖHM NATO 1867 ARRESTATO 13.12.1943 DEPORTATO AUSCHWITZ ASSASSINATO 6.2.1944                      | Michelangelo Böhm (Treviso, 25 dicembre 1867 - Auschwitz, 6 febbraio 1944), figlio di Benedetto e Luigia Polacco. Nel 1889 si laurea in ingegneria al Politecnico di Milano diventandone egli stesso, dopo la Grande Guerra docente di termotecnica. Sposa Margherita Luzzatto, dalla quale avrà tre figli. Diviene presidente dell'Unione Internazionale dell'Industria del Gas. Il 27 ottobre 1935 è nominato Grande Ufficiale dell'Ordine della Corona d’Italia. Con l'emanazione delle leggi razziali del 1938 è però allontanato dall'insegnamento, radiato dall'Albo degli Ingegneri, revocata la nomina a Grande Ufficiale. Ripara con la moglie in Valsassina, medita la fuga in Svizzera, dove già stanno i figli, ma vengono entrambi arrestati il 13 dicembre dalla Milizia Confinaria ed incarcerati a Tirano, successivamente a Como. Mentre lui viene scarcerato per via dell'età avanzata, la moglie è trasferita nel campo di Fossoli. Il 29 gennaio è nuovamente incarcerato a Milano e rinchiuso a San Vittore: il giorno successivo è deportato ad Auschwitz con il trasporto che giunge a destinazione il 6 febbraio 1944. È destinato immediatamente alle camere a gas. |
| 23 gennaio 2018   | Via De Amicis, 45 45°27′27.69″N 9°10′48.08″E                          |                   | QUI ABITAVA MARGHERITA LUZZATTO BÖHM NATA 1878 ARRESTATA 13.12.1943 DEPORTATA AUSCHWITZ ASSASSINATA 26.2.1944              | Margherita Luzzato Böhm (Vicenza, 25 luglio 1878 - Auschwitz, 26 febbraio 1944), moglie di Michelangelo Böhm con il quale condivide le persecuzioni sino al 17 gennaio 1944, quando da Como dove erano entrambi carcerati, lei viene deportata a Fossoli ed in seguito ad Auschwitz con il trasporto che giunge a destinazione il 26 febbraio 1944. Subisce la medesima sorte del marito: immediatamente selezionata per la camera a gas, come ha testimoniato Primo Levi che la conobbe e con lei era giunto ad Auschwitz. |
| 23 gennaio 2018   | Via De Togni, 10 45°27′52.97″N 9°10′23.94″E                           |                   | QUI ABITAVA UGO DE BENEDETTI NATO 1893 ARRESTATO NOV. 1943 DEPORTATO AUSCHWITZ ASSASSINATO                                 | Ugo De Benedetti (Torino, 17 agosto 1893 - Auschwitz, ??? 1943), figlio di Abramo e Carolina Carmi. Nel 1928 sposa Maria "Etta" Reinach, da cui ha due figli, Giancarlo e Piero. Avvocato molto noto a Torino, si trasferisce a Milano dopo il matrimonio e diventa il legale di riferimento dei maggiori gruppi industriali e bancari. Ripara a Como, dove la famiglia possiede una proprietà, meditando la fuga in Svizzera. Arrestato il 31 ottobre 1943 con la moglie, il figlio Piero e il vecchio suocero. Tradotti al carcere di San Vittore e da lì, con il trasporto 12 (numerazione I. Tibaldi) che parte dal Binario 21 della stazione centrale di Milano il 6 dicembre 1943, sono deportati verso il campo di sterminio di Auschwitz. Il suocero, Ernesto Reinach, ottantottenne, muore durante il trasporto. Ugo, sua moglie e loro figlio arrivano ad Auschwitz l'11 dicembre 1943: non se ne ebbe più alcuna notizia. |
| 23 gennaio 2018   | Via De Togni, 10 45°27′52.97″N 9°10′23.94″E                           |                   | QUI ABITAVA ETTA DE BENEDETTI REINACH NATA 1904 ARRESTATA NOV. 1943 DEPORTATA AUSCHWITZ ASSASSINATA                        | Maria Antonietta Reinach De Benedetti (Milano, 6 giugno 1904 - Auschwitz, ??? 1943), "Etta", ultima dei sei figli di Ernesto Reinach e di Irma Pavia. Il 20 dicembre 1928 va in sposa a Ugo De Benedetti, al quale darà due figli. Il suo destino è comune a quello del marito e del figlio Piero: tutti arrestati il 31 ottobre 1943. Deportati con uno dei tanti treni della morte che partono dal Binario 21 della stazione centrale di Milano. L'ottantottene padre muore durante il trasporto. Etta, suo marito e loro figlio arrivano ad Auschwitz l'11 dicembre 1943 e non se ne ebbe più alcuna notizia: con ogni probabilità furono destinati immediatamente alle camere a gas. Scampa allo sterminio il solo figlio minore, Giancarlo, che alla propria figlia dà il nome della madre. Muore il 12 luglio 1990 a Milano. |
| 23 gennaio 2018   | Via De Togni, 10 45°27′52.97″N 9°10′23.94″E                           |                   | QUI ABITAVA PIERO DE BENEDETTI NATO 1929 ARRESTATO NOV. 1943 DEPORTATO AUSCHWITZ ASSASSINATO                               | Piero De Benedetti (Milano, 5 ottobre 1929 - Auschwitz, ??? 1943), figlio di Ugo De Benedetti e di Etta Reinach,. Piero, i genitori, il nonno sono arrestati e avviati alla deportazione con destinazione Auschwitz. Il nonno ottantottenne muore durante il trasporto. Arrivano ad Auschwitz l'11 dicembre 1943 e di loro non si seppe più nulla |
| 23 gennaio 2018   | Via De Togni, 10 45°27′52.97″N 9°10′23.94″E                           |                   | QUI ABITAVA ERNESTO REINACH NATO 1855 ARRESTATO NOV. 1943 DEPORTATO AUSCHWITZ ASSASSINATO 7.12.1943 DURANTE IL TRASPORTO   | Ernesto Reinach (Torino, 30 gennaio 1855 - ??? 1943), di famiglia originaria della Prussia Orientale. Sposa nel 1890 Irma Pavia, da cui ha sei figli, tra cui "Etta". È fondatore a Milano della “Ernesto Reinach” società commerciale attiva nei prodotti lubrificanti con il marchio Oleoblitz che diventa in breve importante riferimento industriale a Milano e in Italia. Arrestato con la figlia Etta, il genero Ugo De Benedetti e il nipote Piero nel novembre 1943 nei pressi di Como, condotto al carcere di San Vittore quindi tutti deportati con il trasporto 12 (numerazione I. Tibaldi) che parte dal Binario 21 della Stazione Centrale di Milano di Milano il 6 dicembre 1943. L'anziano Ernesto, di anni 88, muore durante il trasporto. Giuseppe Grandi, custode della Villa Reinach al Lago di Como, rese possibile la fuga di tanti parenti di Ernesto Reinach. Condusse nel buio della notte in Svizzera prima Marcello Segre con la moglie Ninì Reinach e la figlia Luciana, poi in un'altra occasione, sempre di notte, Carla Reinach con le figlie Silvia e Vanna Rota. Aiutò a fuggire anche altri ebrei, amici del suo datore di lavoro. Un delatore causò l'arresto di Grandi, deportato nel Reich, assassinato nell'aprile 1945. |
| 23 gennaio 2018   | Via Corridoni, 1 45°27′47.85″N 9°11′59.24″E                           |                   | QUI ABITAVA CESARE FANO NATO 1868 ARRESTATO 18.12.1943 DEPORTATO AUSCHWITZ ASSASSINATO 6.2.1944                            | Cesare Fano (Colorno, 13 giugno 1868 - Auschwitz, 6 febbraio 1943), figlio di Abramo e Corinna Rimini. Nel 1904 sposa Silvia Usigli. Avranno un figlio. Cesare è bancario, la moglie casalinga. La famiglia conduce una vita tranquilla da "buoni borghesi". Non avvertono il pericolo incombente dato dall'emanazione delle leggi razziali del 1938; restano nella propria abitazione anche dopo l'8 settembre 1943 e l'occupazione tedesca. Si illusero che la loro età avanzata li avrebbe tenuti al riparo da spiacevoli provvedimenti. Quando alla fine di dicembre del 1943 tentano la fuga in Svizzera, è troppo tardi. Catturati il 18 dicembre 1943 a Tirano, sono detenuti prima nel carcere di Sondrio, poi a Milano al carcere di San Vittore. Deportati con il trasporto 6 che parte dal Binario 21 di Milano il 30 gennaio 1944, entrano al campo di sterminio di Auschwitz il 6 febbraio 1944. Non superano la selezione all'arrivo e vengono destinati immediatamente alle camere a gas. |
| 23 gennaio 2018   | Via Corridoni, 1 45°27′47.85″N 9°11′59.24″E                           |                   | QUI ABITAVA SILVIA USIGLI FANO NATA 1879 ARRESTATA 18.12.1943 DEPORTATA AUSCHWITZ ASSASSINATA 6.2.1944                     | Silvia Usigli (Rovigo, 2 settembre 1879 - Auschwitz, 6 febbraio 1943), figlia di Giacomo e Carolina Usigli, moglie di Cesare Fano, seguirà il marito nel tragico, comune destino. Alla fine di dicembre del 1943 tentano la fuga in Svizzera, ma sono catturati il 18 dicembre 1943 a Tirano; detenuti prima nel carcere di Sondrio, poi a Milano al carcere di San Vittore. Deportati ad Auschwitz con il trasporto 6 che parte dal Binario 21 di Milano il 30 gennaio 1944. Non superano la selezione all'arrivo e vengono destinati immediatamente alle camere a gas. |
| 23 gennaio 2018   | Via Conca del Naviglio, 7 45°27′28.43″N 9°10′40.03″E                  |                   | QUI ABITAVA WILLIAM FINZI NATO 1900 ARRESTATO 10.5.1944 DEPORTATO AUSCHWITZ ASSASSINATO 7.2.1945 MAUTHAUSEN                | William Finzi (Milano, 28 luglio 1900 - Mauthausen, 7 febbraio 1945), (anche Guglielmo Finzi). Figlio di Carlo e Bice Ancona. Il padre è titolare della casa d’alta moda “Maison Finzi” che creò le toilettes di Francesca Bertini nel film muto Fedora. Sposa Bruna Mercandalli dalla quale avrà un figlio. Arrestato a Barzio il 10 maggio 1944, è condotto in carcere a Como, quindi al campo di transito di Fossoli. Il 2 agosto 1944 è deportato nel campo di sterminio di Auschwitz da Verona con il trasporto n. 72; successivamente trasferito a Mauthausen dove viene assassinato il 7 febbraio 1945. Anche il fratello Edgardo sarà vittima dell'Olocausto |
| 24 gennaio 2019   | Via Sant'Andrea, 14 45°28′09.1″N 9°11′50.77″E                         |                   | QUI LAVORAVA FAUSTO LEVI NATO 1892 ARRESTATO 30.10.1943 DEPORTATO AUSCHWITZ ASSASSINATO                                    | Fausto Levi (Venezia, 5 giugno 1892 - Auschwitz, ??? 1943), figlio di Giacobbe Giacomo e Anna Cesana, due fratelli: Italo e Davide Mario; quest’ultimo valoroso combattente e decorato della Grande Guerra al valor militare. Dopo la guerra, Fausto, rimasto orfano di padre, aiuta la madre nell'attività di rigattieri. Trasferitisi a Milano, allestisce un negozio di antiquariato. Dopo l'armistizio il fratello Davide Mario è attivo nelle Brigate Matteotti. A seguito di una delazione, e forse anche a causa dell'attività del fratello, Fausto è arrestato in strada nei pressi del suo negozio. Dopo alcuni giorni terribili a Villa Triste è incarcerato a San Vittore ed il 6 dicembre 1943 deportato ad Auschwitz. Di quei giorni restano pochi messaggi inviati all'amata compagna Gina Luigia Polli Camponovo. Di lui non si seppe più nulla. |
| 24 gennaio 2019   | Via Necchi, 14 45°27′42.32″N 9°10′42.64″E                             |                   | QUI ABITAVA GIORGIO NORSA NATO 1881 ARRESTATO 3.12.1943 DEPORTATO AUSCHWITZ ASSASSINATO 6.8.1944                           | Giorgio Norsa (Milano, 11 novembre 1881 - Auschwitz, 6 agosto 1944), figlio di Fausto ed Adele Castelfranco. Partecipa alla Grande Guerra e gli sono conferite due medaglie d’argento e una di bronzo. Con i due fratelli, Aldo e Mario, nel 1917 fonda a Milano un'azienda per la produzione di vernici, ad oggi ancora operante, sia pure con una diversa proprietà.. Negli anni ’30 e ’40 la suddetta società "Arson SiSi" collabora allo sforzo bellico del fascismo diventando fornitore ufficiale della Regia Aeronautica. Nel 1937 sposa Jole Visentini, ariana. Nascerà Giorgina, unica figlia. Nonostante le benemerenze militari, il matrimonio misto, la circostanza di essere fornitore ufficiale del regime fascista, dopo l’emanazione delle leggi razziali è oggetto di persecuzioni. Ripara a Bormio. Uno zelante gerarca locale lo segnala provocandone l'arresto il 3 dicembre 1943. Rimesso in libertà, dopo quattro mesi è nuovamente arrestato e trasferito a San Vittore quindi a Fossoli ed infine deportato ad Auschwitz, dove arriva il 6 agosto 1944. Non supera la selezione e viene inviato alle camere a gas. |
| 24 gennaio 2019   | Viale Bianca Maria, 7 45°27′48.43″N 9°12′22.17″E                      |                   | QUI LAVORAVA MINO STEINER NATO 1909 ARRESTATO 16.3.1944 DEPORTATO MAUTHAUSEN ASSASSINATO 28.2.1945 EBENSEE                 | Guglielmo "Mino" Steiner (Milano, 13 maggio 1909 - Ebensee, 28 febbraio 1945), figlio di Emerico, industriale milanese di origine boema, e di Fosca Titta, sorella del baritono Titta Ruffo; è nipote di Giacomo Matteotti per via della zia sorella della madre, moglie di Giacomo Matteotti. Laureato in giurisprudenza nel 1936, inizia l'attività lavorativa nello studio dell'avvocato antifascista Lelio Basso. Nell'ottobre 1942 è richiamasto alle armi e destinato a Palermo, 12º Reggimento Autieri. Con l'arrivo degli Alleati in Sicilia, i servizi segreti anglo-americani gli affidano il comando della prima missione segreta inviata oltre la linea del fronte in Nord-Italia: la missione “Law”. Negli ultimi mesi del ’43, a Milano, progetta con Mario Paggi, Antonio Basso, Carlo E. Galimberti, Gaetano Baldacci e altri, un giornale di cultura politica antifascista: “Lo Stato Moderno”. Arrestato dalla polizia politica il 16 marzo 1944, è rinchiuso a San Vittore, braccio a gestione SS; dal Binario 21 è trasferito a Fossoli, da qui il 21 giugno 1944 a Mauthausen. Muore nel sottocampo di Ebensee il 28 febbraio 1945. |
| 24 gennaio 2019   | Via Correnti, 12 45°27′35.28″N 9°10′47.62″E                           |                   | QUI ABITAVA LIVIA BIANCHINI ZAMATTO NATA 1865 ARRESTATA 13.12.1944 DEPORTATA MILANO S. VITTORE ASSASSINATA 1.1.1945        | Livia Bianchini (Ferrara, 9 novembre 1865 - San Vittore, ?? gennaio 1945), figlia di Samuele e Rosina Tedeschi. Va sposa a Leone Zamatto. Nonostante l'età avanzata, viene arrestata e tradotta a San Vittore: le condizioni di salute e lo stato di detenzione sono incompatibili e muore nello stesso carcere nel gennaio 1945. |
| 24 gennaio 2019   | Via Correnti, 12 45°27′35.28″N 9°10′47.62″E                           |                   | QUI ABITAVA GUIDO ZAMATTO NATO 1916 ARRESTATO 10.5.1944 DEPORTATO AUSCHWITZ ASSASSINATO 1944                               | Guido Zamatto (Verona, 27 marzo 1916 - Auschwitz, ??? 1944), figlio di Anselmo e Ida Rimini, nipote di Livia Bianchini. Arrestato a Milano nel maggio 1944 e da qui inviato a Fossoli e il 16 maggio 1944 è deportato ad Auschwitz, dove supera la selezione iniziale, ma muore nel dicembre 1944. |
| 25 gennaio 2019   | Via Visconti di Modrone, 20 45°27′55.89″N 9°12′01.83″E                |                   | QUI ABITAVA GUGLIELMO BARBÒ NATO 1888 ARRESTATO 31.7.1944 DEPORTATO FLOSSENBÜRG ASSASSINATO 14.12.1944                     | Guglielmo Barbò di Casalmorano (Milano, 11 agosto 1888 - Flossenbürg, 14 dicembre 1944), figlio di Gaetano e Francesca Barbiano di Belgiojoso d'Este. Militare di carriera: a 17 anni allievo alla Scuola militare di Roma, a 21 anni sottotenente di Cavalleria a Pinerolo. Durante la 1ª guerra mondiale gli vengono conferite due Medaglie d’Argento al Valor Militare ed ottiene la promozione a capitano. Nel 1920 sposa Pia Fracassi Ratti Mentone, dal matrimonio nel 1922 nasce la figlia Francesca. Prosegue la carriera militare: nel 1938 con il grado di colonnello è al comando del Nizza Cavalleria di stanza a Torino. Nel 1941/42 è in Russia con l'ARMIR, prima al comando del reggimento Savoia Cavalleria, quindi, promosso generale, al comando del RAC (Raggruppamento truppe a cavallo), dove gli viene conferita una Croce di Ferro di 2ª Classe e successivamente la Croce di Cavaliere dell'Ordine Militare di Savoia. Rientrato in Italia, il 1º aprile 1943 gli viene assegnato il comando della Scuola di Applicazione di Cavalleria di Pinerolo. Il 12 settembre 1943 la Scuola passa sotto il comando tedesco ed il generale Barbò con tutto il personale militare, viene caricato su un treno per essere deportato nel Reich. Riesce a fuggire dal treno e si unisce alla Resistenza, facendo capo all'avvocato liberale Luciano Elmo, comandante militare del partito liberale clandestino. Arrestato il 31 luglio 1944 viene deportato prima a Bolzano e successivamente a Flossenbürg, dove muore il 14 dicembre 1944. |
| 25 gennaio 2019   | Piazza Beccaria, 19 45°27′49.29″N 9°11′41.83″E                        |                   | QUI LAVORAVA LUIGI VACCHINI NATO 1883 ARRESTATO 1.3.1944 DEPORTATO MAUTHAUSEN ASSASSINATO 1.4.1944 EBENSEE                 | Luigi Vacchini (Lodivecchio, 19 giugno 1883 - Ebensee, 1º aprile 1944), figlio di Francesco ed Ernesta Veneroni. Sposa Ester Maria Re dalla quale avrà due figli. Assunto dal Comune di Milano nel 1906 come “Vigile urbano allievo”, rimane nel corpo della polizia municipale sino al marzo 1944, quando sarà arrestato. Di idee socialiste, benché non iscritto ad alcun partito, sin dall'inizio della lotta di liberazione si occupa di raccogliere denaro da destinare alla Resistenza. Un fascista “sansepolcrista”, vicino di casa, lo denuncia e militi della Legione Muti lo prelevano il 1º marzo 1944. Il suo destino è rapidissimo: dopo pochi giorni a San Vittore, è deportato al campo di transito di Fossoli e da qui l'8 marzo a Mauthausen dove arriva l'11 marzo immatricolato con il n° 57449. A fine marzo è ad Ebensee, ma anziano e già ammalato, non supera la prima giornata di lavoro forzato di scavo nelle gallerie. Muore il 1º aprile 1944. |
| 31 gennaio 2019   | Corso Magenta, 55 45°27′56.44″N 9°10′24.57″E                          |                   | QUI ABITAVA GIUSEPPE SEGRE NATO 1873 ARRESTATO 18.5.1944 DEPORTATO AUSCHWITZ ASSASSINATO 30.6.1944                         | Giuseppe Segre (Milano, 30 marzo 1873 - Auschwitz, 30 giugno 1944), figlio di Marco e Diamante Vitali. Nel 1897 sposa Olga Lövvy, che gli darà due figli: Amedeo ed Alberto. Nello stesso anno Giuseppe Segre fonda a Milano la Segre & Schieppati, azienda tessile. Si dedica anche all'assistenza pubblica ed è tra i fondatori della Croce Verde Milano. È nominato Cavaliere della Corona d’Italia. Le leggi razziali del 1938 non risparmiano i due coniugi. A seguito di una delazione, nel maggio 1944, sei mesi dopo l'arresto del figlio Alberto e della nipote Liliana, vengono prelevati ad Inverigo, dalla villa di amici dov'erano rifugiati e deportati a Fossoli. Il 30 giugno 1944 giungono ad Auschwitz, dove vengono inviati immediatamente alle camere a gas. |
| 31 gennaio 2019   | Corso Magenta, 55 45°27′56.44″N 9°10′24.57″E                          |                   | QUI ABITAVA OLGA LÖVVY SEGRE NATA 1878 ARRESTATA 18.5.1944 DEPORTATA AUSCHWITZ ASSASSINATA 30.6.1944                       | Olga Lövvy Segre (Torino, 11 novembre 1878 - Auschwitz, 30 giugno 1944), da Amadio e Rosina Fyzz. Nel 1897 va in sposa a Giuseppe Segre a cui darà due figli: Amedeo ed Alberto. Condivide il tragico destino del marito: a seguito di una delazione, nel maggio 1944, sei mesi dopo l'arresto del figlio Alberto e della nipote Liliana, vengono prelevati ad Inverigo, dalla villa di amici dov'erano rifugiati e deportati a Fossoli. Il 30 giugno 1944 al loro arrivo ad Auschwitz vengono inviati immediatamente alle camere a gas. |
| 15 gennaio 2020   | Viale Bianca Maria, 21 45°27′53.25″N 9°12′21.31″E                     |                   | QUI ABITAVA CORINNA CORINALDI SEGRE NATA 1885 ARRESTATA 13.12.1943 DEPORTATA 1944 AUSCHWITZ ASSASSINATA 26.2.1944          | Corinna Corinaldi Segre (Padova, 6 maggio 1885 - Auschwitz, 22 febbraio 1944), dodicesima ed ultima figlia di Augusto Isacco e di Emma Treves de Bonfili, famiglia della "buona borghesia" cittadina. Nel 1906 sposa Ulderico Segre; si stabiliscono a Milano dove nasceranno i sei figli: Claudia, Uberto, Valfredo, Sergio, Giuliano e Diego. Il legame affettivo matrimoniale si esaurisce: il marito nel 1928 si trasferisce a Parigi, lasciando la moglie a Milano con i figli. Corinna si dedica all'educazione dei figli. Claudia si sposa. Umberto e Giuliano si laureano in ingegneria, Valfredo si arruola nell'aeronautica. Con l'emanazione delle leggi razziali, Valfredo restituisce la medaglia di bronzo al valor militare ottenuta nel 1937 ed espatria negli Stati Uniti; Diego viene espulso dal liceo Berchet alla fine del secondo anno. Nell'autunno del 1943 Sergio, Giuliano e Diego riescono a passare in Svizzera, seguiti poco dopo anche da Claudia. Soltanto a dicembre Corinna con il figlio Uberto tenta il passaggio in Svizzera, ma il 13 dicembre 1943 madre e figlio vengono fermati alla frontiera e consegnati alle SS. Uberto riesce ad essere liberato. Corinna è incarcerata a Como e nel gennaio 1944 deportata a Fossoli. Il 22 febbraio 1944 con il “Trasporto 27” è deportata ad Auschwitz: viene assassinata all'arrivo.. |
| 15 gennaio 2020   | Via Sant'Eufemia, 19 45°27′26.66″N 9°11′22.67″E                       |                   | QUI ABITAVA ANTONIA FRIGERIO CONTE NATA 1904 ARRESTATA 31.7.1944 DEPORTATA RAVENSBRÜCK ASSASSINATA 26.3.1945               | Antonia Frigerio Conte (Cassina de' Pecchi, 14 dicembre 1904 - Ravensbrück, 26 marzo 1945), figlia di Gerolamo ed Eugenia Gerosa. Il 29 luglio 1936 sposa Leone Conte. È segretaria dell'avvocato liberale Luciano Elmo, responsabile militare del PLI clandestino, che la ricorderà sul quotidianoLa Libertà di Milano il 13 Aprile 1946. È arrestata il 31 luglio 1944 da militi fascisti nello studio dell'avvocato, che è diventato il centro operativo militare degli antifascisti liberali. Insieme a lei vengono arrestati tutti i presenti, primo episodio di una catena di arresti che si protrae per l'intera giornata e per il giorno successivo. Incarcerata a San Vittore, fu trasferita a Bolzano nella notte tra il 7 e l'8 settembre 1944, da dove partì per Ravensbrück il successivo 5 ottobre con il “Trasporto 91”. Assassinata il 26 marzo 1945. |
| 15 gennaio 2020   | Via Broletto, 39 45°28′05.62″N 9°11′07.4″E                            |                   | QUI ABITAVA GIORGIO PUECHER PASSAVALLI NATO 1887 ARRESTATO 15.2.1944 DEPORTATO MAUTHAUSEN ASSASSINATO 7.4.1945             | Giorgio Puecher Passavalli (Como, 14 maggio 1887 - Mauthausen, 15 febbraio 1944), figlio di Giulio e Carlotta Bossi. Orfano di padre in giovane età, si laurea in giurisprudenza e diventa notaio, nello studio Puecher - Cassina. Combatte valorosamente nella Grande Guerra. Il 14 aprile 1920 sposa Anna Maria Gianelli, dalla quale ha tre figli: Giancarlo, Virginio e Gianni. Uomo integro, di grandi principi etici e religiosi, profondamente avverso alla retorica del fascismo e alla sua ideologia violenta, con la moglie educa i figli ad alti valori. Il 30 luglio 1941 viene nominato Commendatore della Corona d’Italia. Resta vedovo il 31 luglio 1941. A causa dei bombardamenti, la famiglia sfolla nella villa di Lambrugo. Viene arrestato il 12 novembre 1943 senza alcun apparente motivo, probabilmente colpevole di essere padre di quel Giancarlo, ventenne comandante partigiano che sarà prima Medaglia d’Oro al Valor Militare della Resistenza. Giorgio Puecher Passavalli, rilasciato il 17 gennaio 1944, è nuovamente arrestato il 15 febbraio 1944 e condotto a San Vittore. Il 27 aprile 1944 è deportato a Fossoli, da qui il 21 giugno 1944 con il “Trasporto 53” a Mauthausen, matr. 76529. Quindi è trasferito a Großraming per la costruzione di una diga. Il progetto è abbandonato e rientra a Mauthausen. Viene ricoverato nell'infermeria del campo, dove morirà di stenti. |
| 15 gennaio 2020   | Piazza Filangeri, 2 45°27′39.78″N 9°10′03.61″E                        |                   | QUI LAVORAVA ANDREA SCHIVO NATO 1895 ARRESTATO LUG.1944 DEPORTATO FLOSSENBÜRG ASSASSINATO 29.1.1945                        | Andrea Schivo (Villanova d'Albenga, 17 luglio 1895 - Flossenbürg, 29 gennaio 1945), figlio di Rocco e Costanza. In quanto combattente nella Grande Guerra ottiene di essere assunto come agente di custodia a Milano presso il carcere di San Vittore. Dopo l'8 settembre 1943 è assegnato alla sezione gestita dalle SS, braccio detenuti ebrei. Si prodiga per alleviare le sofferenze dei prigionieri procurando loro cibo e recapitando messaggi agli amici e parenti dei prigionieri. Un ossicino di pollo trovato in una cella occupata da ebrei lo tradisce determinandone l'arrestato. il 17 agosto 1944 è deportato a Bolzano e da qui, con il “Trasporto 81” nel Reich a Flossenbürg, dove muore il 29 gennaio 1945. Ad Andrea Schivo è intitolata la Scuola Primaria di Villanova d’Albenga e la Scuola di Formazione e Aggiornamento del Corpo di Polizia e del Personale dell'Amministrazione Penitenziaria di Cairo Montenotte. In data 13 dicembre 2006 ad Andrea Schivo è stata conferita la Medaglia come “Giusto tra le Nazioni” dello Yad Vashem, per il comprovato aiuto fornito alle sorelle Cardosi. In data 21 settembre 2007, con decreto del Presidente della Repubblica, G. Napoletano, ad Andrea Schivo è stata conferita la Medaglia d'Oro al Merito Civile alla Memoria. |
| 15 gennaio 2020   | Via Pagano, 42 45°28′10.17″N 9°09′46.64″E                             |                   | QUI ABITAVA GIAN NATALE SUGLIA PASSERI NATO 1923 ARRESTATO 31.7.1944 DEPORTATO FLOSSENBÜRG ASSASSINATO 2.12.1944 HERSBRUCK | Gian Natale Suglia Passeri (Milano, 15 dicembre 1923 - Hersbruck, 2 dicembre 1944), alias Giulio Notari figlio di Michele e Bianca Bozzolo. Dopo la maturità classica si iscrive alla Facoltà di Ingegneria. Dopo l'8 settembre 1943, rifiuta di aderire alla R.S.I.; tenta senza successo di raggiungere Bari per unirsi al Regio Esercito italiano. Nel dicembre 1943, sotto la falsa identità di "Giulio Notari", tra le file del Partito liberale clandestino, è attivo nella propaganda, recupero viveri per le formazioni partigiane di montagna e nel procurare documenti falsi per i perseguitati politici. È arrestato il 31 luglio 1944 da militi fascisti nello studio dell'avvocato Elmo, in viale Regina Margherita 38, centro operativo militare del partito liberale clandestino. È il primo atto di una catena di arresti che si protrae per l'intera giornata e per il giorno successivo, coinvolgendo anche Guglielmo Barbò, Raffaele Gilardino, Antonio De Finetti, Carlo Vezzani, Luigi Perazzoli e molti altri. Incarcerato a San Vittore, nella notte tra il 17 e il 18 agosto è deportato a Bolzano e da qui il 5 settembre con il “Trasporto 81” al lager di Flossenbürg, matr. 21508. Trasferito al sottocampo di Hersbruck il 10 ottobre, vi muore il 2 dicembre 1944. |
| 1 febbraio 2021   | Via Pinamonte da Vimercate, 10 45°28′45.52″N 9°10′57.92″E             |                   | QUI ABITAVA ANGELO COLOMBO NATO 1870 ARRESTATO 2.11. 1944 DEPORTATO BOLZANO ASSASSINATO 10.4.1945                          | Angelo Colombo (Savigliano, 21 ottobre 1870 - Bolzano, 10 aprile 1945), figlio di Donato e Orsola Ottolenghi. Sposa Ernestina Lattes ed avranno 8 figli. Attività ben avviata di tappezziere, si illude che l'età avanzata lo risparmi dalle conseguenze delle leggi razziali. Dopo la morte del figlio Tullio, fallito un tentativo di fuga in Svizzera, con la moglie trova rifugio presso alcune suore a Besana Brianza, ma sono scoperti ed arrestati il 2 novembre 1944 è carcerato a Milano, San Vittore e deportato a Bolzano. In condizioni di infermità, paraplegico, muore il 10 aprile 1945. La moglie e la figlia, sopravvissute, rientrano a Milano il 6 maggio 1945. |
| 1 febbraio 2021   | Via De Togni, 29 45°27′46.77″N 9°10′20.73″E                           |                   | QUI ABITAVA EDOARDO OREFICE NATO 1867 ARRESTATO 7.12.1943 DEPORTATO AUSCHWITZ ASSASSINATO 6.2.1944                         | Edoardo Orefice (Verona, 16 marzo 1867 - Auschwitz, 6 febbraio 1944), di Graziadio e Ida Calabi. Coniugato con Olga Ravà. I due coniugi ed i tre figli si trasferiscono a Milano, Edoardo è titolare della Banca Orefice. Deve cedere le proprietà all'emanazione delle leggi razziali. Ripara a Varese, la moglie è malata, mentre i figli passano in Svizzera; il capofamiglia è arrestato il 7 dicembre 1943; dopo la detenzione nel carcere di San Vittore è deportato ad Auschwitz il 30 gennaio 1944, assassinato all'arrivo al campo. |
| 1 febbraio 2021   | Via Sambuco, 15 45°27′11.22″N 9°10′54.3″E                             |                   | QUI ABITAVA LUIGI MONTI NATO 1906 ARRESTATO 9.5.1944 DEPORTATO MAUTHAUSEN ASSASSINATO 21.1.1945 GUSEN                      | Luigi Monti (Milano, 8 marzo 1906 - Gusen, 21 gennaio 1945), emigrato negli anni '30 in Germania rientra all'inizio della IIa guerra mondiale e lavora in una tipografia dalla quale nel corso del 1944 uscirà Il Ribelle, il giornale clandestino di Teresio Olivelli e Carlo Bianchi. È arrestato con un collega ed il titolare il 9 maggio 1944, quindi incarcerato a Fossoli, a cui segue il transito al campo di Bolzano e la deportazione nel Reich, destinato a Mauthausen. Muore nel campo di Gusen il 21 gennaio 1945. |
| 1 febbraio 2021   | Via degli Olivetani, 4 45°27′11.22″N 9°10′54.3″E                      |                   | QUI ABITAVA OTTAVIANO PIERACCINI NATO 1898 ARRESTATO 10.3.1944 DEPORTATO MAUTHAUSEN ASSASSINATO 30.3.1945                  | Ottaviano Pieraccini (Macerata, 15 maggio 1898 - Mauthausen, 30 marzo 1945), figlio di Arnaldo e Pasqualina Poloni. Laureato in giurisprudenza, avvocato a Milano. Sposa Olga Mazzucchelli, hanno una figlia. Gli ideali socialisti assorbiti dal padre e lo zio ne fanno un naturale oppositore al regime fascista. Nel 1942 è tra i promotori del Movimento di Unità Proletaria unitamente a Roberto Veratti, Lucio Mario Luzzatto, Corrado Bonfantini, Lelio Basso. Dopo il grande sciopero del marzo 1944, in seguito a delazione, viene decapitato il vertice del gruppo socialista milanese: Pieraccini è carcerato il 10 marzo 1944 a San Vittore, trasferito a Fossoli, poi a Bolzano, deportato nel Reich destinazione Mauthausen; quindi sarà nel campo di Gusen, poi nuovamente a Mauthausen, dove si spegne il 30 marzo 1945. |
| 1 febbraio 2021   | Piazza Filangeri, 2 45°27′39.85″N 9°10′03.29″E                        |                   | QUI LAVORAVA SEBASTIANO PIERI NATO 1898 ARRESTATO 17.1.1944 DEPORTATO MAUTHAUSEN ASSASSINATO 19.1.1945 GUSEN               | Sebastiano Pieri (Vasanello, 5 aprile 1898 - Gusen, 19 gennaio 1945), Sposa Emiliana Maracci, non avranno figli, il matrimonio si sfalda. Guardia carceraria, nel 1923 prende servizio a San Vittore a Milano. Dopo l'8 settembre 1943 è addetto all'infermeria del braccio gestito dalle SS, dove assiste alle torture e martirio, tra gli altri, di don Achille Bolis, parroco di Calolziocorte. Segretamente favorisce lo scambio di scritti e messaggi tra detenuti e i parenti fuori dal carcere, fino a quando, il 17 marzo 1944, è scoperto ed arrestato, detenuto egli stesso, deportato al campo di Fossoli, quindi Mauthausen ed infine Gusen, dove muore il 19 gennaio 1945. |
| 1 febbraio 2021   | Via Rovani, 7 45°28′07.51″N 9°10′10.62″E                              |                   | QUI ABITAVA GIULIO RAVENNA NATO 1873 ARRESTATO 8.2.1943 DEPORTATO FOSSOLI ASSASSINATO 18.2.1944                            | Giulio Ravenna (Ferrara, 18 gennaio 1873 - Fossoli, 18 gennaio 1944), figlio di Isacco ed Emma Levi. Coniugato con Maria Ferrari, hanno due figli. Curatore fallimentare a Milano, benché convertito insieme al fratello al cattolicesimo all'inizio degli anni trenta, non sfugge alle persecuzioni conseguenti alle leggi razziali del 1938. Dopo l’8 settembre 1943 decide per l'espatrio verso la Svizzera, dove era già un figlio, ma è respinto alla frontiera e con lui anche il fratello, il cugino Alberto con la figlia Liliana. Furono tutti arrestati l'8 dicembre 1943 a Selvetta di Viggiù e carcerati a Varese. Giulio è trasferito a Fossoli, dove muore il 18 febbraio 1944. Il fratello è rinchiuso a San Vittore a Milano, dove muore suicida il 29 gennaio 1944. |
| 14 aprile 2021    | Via Parini, 1a 45°28′38.91″N 9°11′42.66″E                             |                   | QUI ABITAVA MARIO RIVA NATO 1895 ARRESTATO MAR.1944 DEPORTATO MAUTHAUSEN ASSASSINATO 5.5.1944 EBENSEE                      | Mario Riva (Vignale Monferrato, 14 gennaio 1895 - Ebensee, 5 maggio 1944), figlio di Virginio ed Eugenia Mirone. Coniugato con Beatrice Quarello, una figlia. Residente a Milano dove esercisce una caffetteria, è arrestato ai primi di marzo 1944, probabile vittima della repressione seguita allo sciopero generale del 1º marzo, è condotto a San Vittore, quindi deportato nel Reich destinazione Mauthausen. Trasferito ad Ebensee è assassinato il 5 maggio 1944. |
| 14 aprile 2021    | Via Ausonio, 20 45°27′30.66″N 9°10′20.32″E                            |                   | QUI ABITAVA SEBASTIANO CAPPELLO NATO 1922 ARRESTATO AGO.1944 DEPORTATO DACHAU ASSASSINATO NEUENGAMME                       | Sebastiano Cappello (Sortino, 9 maggio 1922 - Neuengamme, ???), secondo figlio di Ernesto e Sofia Gianninoto. Proveniente dalla Sicilia, nel 1939 la famiglia Cappello è a Milano, ma Sebastiano è volontario nella Regia Marina. Non è chiara la motivazione del suo arresto ai primi di agosto 1944, presumibile renitenza alla leva; è inviato al Bolzano ed il 5 ottobre deportato nel Reich destinato al campo di Dachau. Da qui, il 22 ottobre 1944 trasferito a Neuengamme; è incluso in un elenco di prigionieri del 16 gennaio 1945 (fonte: ITS-Bad Arolsen), presenti nel campo di Meppen-Versen. Ignoto il luogo e la data di morte. |
| 26 gennaio 2022   | Via Pagano, 36 45°28′13.4″N 9°09′50.34″E                              |                   | QUI ABITAVA EDGARDO FINZI NATO 1889 ARRESTATO 22.4.1944 DEPORTATO AUSCHWITZ ASSASSINATO 6.8.1944                           | Edgardo Finzi (Ferrara, 27 gennaio 1889 - Auschwitz, 6 agosto 1944), figlio di Vittorio e Gilda Ascoli. Decorato della Grande Guerra sposerà Giulia Robiati e avrà due figli. Funzionario di banca, lascia volontariamente all'emanazione delle leggi razziali per rilevare una piccola azienda di prodotti chimici per la produzione di vernici. Nel 1938 la famiglia aveva richiesto la discriminazione avendone apparentemente i requisiti poiché la moglie e i figli erano cattolici: solo a loro viene riconosciuta la qualifica, ma non ad Edgardo a cui verrà concessa solo nel 1941, ma presto si dimostrerà inutile. Il 22 aprile 1944 Edgardo e la figlia Fausta probabilmente a causa di una delazione, sono arrestati e tradotti al carcere a San Vittore, da dove saranno poi trasferiti nel campo di Fossoli il 27 aprile. Il 2 agosto 1944 Edgardo con il trasporto 72 è deportato ad Auschwitz, dove muore il giorno dell’arrivo, 6 agosto 1944, non superando la selezione. La figlia Fausta è deportata a Ravensbrück, sopravvive e rientra in Italia il 27 agosto 1945. Sarà testimone della Shoah sino alla sua morte nel 2013. |
| 26 gennaio 2022   | Piazza Castello, 20 45°28′13.91″N 9°10′55.01″E                        |                   | QUI ABITAVA ETTORE BARZINI NATO 1911 ARRESTATO 11.12.1943 DEPORTATO MAUTHAUSEN ASSASSINATO 13.3.1945 MELK                  | Ettore Barzini (Milano, 13 aprile 1911 - Melk, 13 marzo 1945), figlio di Luigi Sr. e Mantica Pesavento, terzo di quattro fratelli. Studia agronomia negli Stati Uniti e lavora in Giamaica e Somalia. Non essendo iscritto al PNF, quando in Somalia la coltivazione delle banane diventa monopolio (1935), viene licenziato. Tornato a Milano, dal 1943 lavora per un’impresa edile specializzata nella messa in sicurezza degli edifici bombardati: in questa attività si distingue guadagnandosi una medaglia al valore civile del Comune di Milano. Entra in contatto con il gruppo di antifascisti di Giustizia e Libertà e stringe amicizia con Leopoldo Gasparotto. Dopo l’8 settembre 1943 intensifica la sua attività di resistente. È arrestato l'11 dicembre 1943 con Gasparotto e rinchiuso a San Vittore. Deportato a Fossoli, quindi Bolzano ed infine il 5 agosto 1944 con il trasporto 73 è deportato a Mauthausen, matr. 82272, trasferito a Gusen e quindi a Melk, dove muore il 13 marzo 1945. |
| 1 marzo 2022      | Via Cossa, 5 45°28′15.6″N 9°12′14″E                                   |                   | QUI ABITAVA ERMANNO FONTANELLA NATO 1906 ARRESTATO 22.10.1943 DEPORTATO AUSCHWITZ ASSASSINATO 19.1.1945                    | Ermanno Fontanella (Parma, 12 gennaio 1906 - Auschwitz, 19 gennaio 1945), figlio di Ciro e Jole Tedeschi. Coniugato con Elena Rustici avvocata a Milano. Dopo l’8 settembre 1943 si rifugia a Oltre il Colle in una proprietà di una famiglia di industriali milanesi. In seguito a delazione, viene arrestato dalla Gestapo e da militi fascisti il 22 ottobre 1943 e rinchiuso a San Vittore. Liliana Segre detenuta col padre, ha memoria del loro incontro nel carcere. Trasferito a Fossoli sino allo smantellamento di quel campo, quindi Verona, da dove, con il trasporto 72, è deportato ad Auschwitz, giungendovi il 6 agosto 1944. Muore il 19 gennaio 1945 durante l’evacuazione del campo. |
| 1 marzo 2022      | Corso Venezia, 39 45°28′14.1″N 9°12′02.46″E                           |                   | QUI ABITAVA WANDA VERA HEIMAN NATA 1887 ARRESTATA 31.12.1943 DEPORTATA AUSCHWITZ ASSASSINATA                               | Wanda Vera Heiman (Alessandria d'Egitto, 7 luglio 1887 - Auschwitz-Birkenau, ???), figlia Eugenio e Elena Vita, all'età di cinque anni la famiglia si trasferisce a Bologna. Spirito ribelle ed indipendente a 22 anni è a bordo del "Duca degli Abruzzi" diretta a New York registrata all'ingresso come “activist”- non è chiara la motivazione. Aderisce entusiasticamente al fascismo delle origini e per conto de "Il Popolo d'Italia" sarà altre due volte oltre oceano. Ma nel 1933, accusata di essere diventata una “sovversiva antifascista” è al confino politico per sette anni. Nel dicembre 1943 è arrestata a casa, a Milano e tradotta a San Vittore da dove sarà deportata, con il convoglio n. 24, destinata al campo di Auschwitz-Birkenau, giungendovi il 6 febbraio 1944. Non se ne seppe più nulla. |
| 23 gennaio 2023   | Via Passione, 11 45°27′54.55″N 9°12′06.37″E                           |                   | QUI ABITAVA LEO GIRO NATO 1886 ARRESTATO 1.11.1944 DEPORTATO FLOSSENBÜRG ASSASSINATO 17.2.1945                             | Leo Giro (Badia Polesine, 11 aprile 1886 - Flossenbürg, 17 febbraio 1945), laureato in giurisprudenza, alla morte del padre elegge Milano a residenza e luogo di esercizio della professione, che lo porterà a fare la conoscenza dei coniugi Malatesta: Lamberto, docente universitario e la moglie, di famiglia ebrea, Lucia De Benedetti. Il 1º novembre 1944, le SS si introducono con violenza nella sua abitazione, dove, dal mese di ottobre, ospita la coppia di amici. Leo e Lucia De Benedetti (il marito è all’università) sono condotti a San Vittore, da dove l’11 novembre l'avvocato Giro è trasferito al lager di Bolzano e quindi deportato a Flossenbürg dove muore il 17 febbraio 1945. |
| 23 gennaio 2023   | Via della Moscova, 29 45°28′36.35″N 9°11′19.31″E                      |                   | QUI ABITAVA FERDINANDO DE CAPITANI NATO 1891 ARRESTATO 2.3.1944 DEPORTATO MAUTHAUSEN ASSASSINATO 18.7.1944 HARTHEIM        | Ferdinando De Capitani (Verona, 1 novembre 1891 - Hartheim, 18 luglio 1944), figlio di Francesco e Anna. Nel 1914, volontario nela Grande Guerra, combatte in Francia. Sposa Regina Rorato. Lavora presso giornali francesi in Egitto, al Cairo, Parigi, poi è archivista alla Pirelli quindi linotipista al Corriere della Sera di Milano. Con l'accusa di aver organizzato lo sciopero dei lavoratori del Corriere della Sera del 1º marzo 1944, è arrestato il giorno successivo e rinchiuso a San Vittore insieme ad altri 5 colleghi del giornale. Il 4 marzo, insieme ad un altro centinaio di prigionieri, è deportato a Mauthausen con uno dei tanti treni della morte partiti dal Binario 21 della Stazione Centrale. Trasferito nel castello di Hartheim, muore il 18 luglio 1944. |
| 23 gennaio 2023   | Via Daniele Crespi,3 45°27′28.58″N 9°10′30.58″E                       |                   | QUI ABITAVA IDA CASES VALABREGA NATA 1887 ARRESTATA 19.2.1944 DEPORTATA AUSCHWITZ ASSASSINATA 10.4.1944                    | Ida Cases Valabrega (Mantova, 28 gennaio 1887 - Auschwitz, 10 aprile 1944), figlia di Israele e Bice Modigliani, va in sposa a Emanuele Valabrega da cui avrà quattro figli. Trasferitasi a Milano, rimane vedova nel 1917. Il figlio Bruno Valabrega si sposa nel 1940. Ida, con i figli Alma, Aldo e Alberto vengono arrestati il 19 febbraio 1944 e portati a San Vittore, quindi Fossoli, a cui segue la deportazione nel Reich destinati ad Auschwitz. Ida muore il 10 aprile 1944. |
| 23 gennaio 2023   | Via Daniele Crespi,3 45°27′28.58″N 9°10′30.58″E                       |                   | QUI ABITAVA ALMA VALABREGA NATA 1900 ARRESTATA 19.2.1944 DEPORTATA AUSCHWITZ ASSASSINATA                                   | Alma Valabrega (Milano, 19 gennaio 1900 - Auschwitz, ???), arrestata con la madre Ida Cases ed i fratelli Aldo e Alberto il 19 febbraio 1944, rinchiusi a San Vittore, quindi Fossoli, a cui segue la deportazione nel Reich destinati ad Auschwitz. Ignota la data della sua morte. |
| 23 gennaio 2023   | Via Daniele Crespi,3 45°27′28.58″N 9°10′30.58″E                       |                   | QUI ABITAVA ALDO VALABREGA NATO 1900 ARRESTATO 19.2.1944 DEPORTATO AUSCHWITZ ASSASSINATO                                   | Aldo Valabrega (Milano, 22 dicembre 1900 - Auschwitz, ???), arrestato con la madre Ida Cases ed i fratelli Alma e Alberto il 19 febbraio 1944, rinchiusi a San Vittore, quindi Fossoli, a cui segue la deportazione nel Reich destinati ad Auschwitz. Ignota la data della sua morte. |
| 23 gennaio 2023   | Via Daniele Crespi,3 45°27′28.58″N 9°10′30.58″E                       |                   | QUI ABITAVA ALBERTO VALABREGA NATO 1915 ARRESTATO 19.2.1944 DEPORTATO AUSCHWITZ ASSASSINATO                                | Alberto Valabrega (Milano, 21 aprile 1915 - Auschwitz, ???), arrestato con la madre Ida Cases ed i fratelli Alma e Aldo il 19 febbraio 1944, rinchiusi a San Vittore, quindi Fossoli, a cui segue la deportazione nel Reich destinati ad Auschwitz. Ignota la data della sua morte. |
| 25 gennaio 2024   | Via Ariosto, 3 45°28′06.86″N 9°09′54.74″E                             |                   | QUI ABITAVA GUGLIELMO LEVI NATO 1910 ARRESTATO 26.10.1943 DEPORTATO AUSCHWITZ ASSASSINATO                                  | Guglielmo Levi (Milano, 19 dicembre 1910 - Auschwitz, ???), figlio di Giuseppe e Speranza Johanan, famiglia di origine ebraica, fu uno dei primi portieri dell’Hockey Club Milano. In seguito all'emanazione delle Leggi razziali fasciste del 1938, e le persecuzioni conseguenti, scappa con i famigliari riparando nel 1942 a Moltrasio, dove però è arrestato il 26 ottobre 1943. Carcere a San Vittore, quindi Fossoli, da dove è deportato nel Reich destinato ad Auschwitz ed infine Gross-Rosen. Non sopravvive alla Shoah. |
| 25 gennaio 2024   | Via Mascheroni, 8 45°28′08.19″N 9°10′01.76″E                          |                   | QUI ABITAVA EMILIA RAFFAEL NATA 1874 ARRESTATA 6.12.1943 DEPORTATA AUSCHWITZ ASSASSINATA 6.2.1944                          | Emilia Raffael (Corfù, 27 dicembre 1874- Auschwitz, 6.2.1944), figlia di Salvatore e Dora Belleli. Arrestata a Porto Ceresio il 3 dicembre 1943 insieme alla figlia Wanda Labi e al genero Vittorino De Semo; dal carcere di Varese è tradotta al carcere di San Vittore, quindi deportata ad Auschwitz con uno dei primi, cosiddetti Treni della morte, partito dal Binario 21 della stazione centrale di Milano e giunto a destinazione il 6 febbraio 1944. Assassinata all'arrivo al campo. |
| 25 gennaio 2024   | Via Mascheroni, 8 45°28′08.19″N 9°10′01.76″E                          |                   | QUI ABITAVA WANDA LABI NATA 1904 ARRESTATA 6.12.1943 DEPORTATA AUSCHWITZ ASSASSINATA                                       | Wanda Labi (Tripoli, 26 agosto 1904 - Auschwitz, ???), figlia di Enrico e Emilia Raffael, coniuge di Vittorino De Semo. Arrestata a Porto Ceresio il 3 dicembre 1943 col coniuge Vittorino De Semo e la madre Emilia Raffael; dal carcere di Varese è tradotta al carcere di San Vittore, quindi deportata ad Auschwitz con uno dei primi cosiddetti Treni della morte, partito dal Binario 21 della stazione centrale di Milano e giunto a destinazione il 6 febbraio 1944. Non è sopravvissuta alla Shoah. |
| 25 gennaio 2024   | Via Mascheroni, 8 45°28′08.19″N 9°10′01.76″E                          |                   | QUI ABITAVA VITTORINO DE SEMO NATO 1900 ARRESTATO 6.12.1943 DEPORTATO AUSCHWITZ ASSASSINATO                                | Vittorino De Semo (Mansura, 21 febbraio 1910 - Auschwitz, ???), figlio di Giacomo e Sofia Belleli, coniuge di Wanda Labi. Subisce l'arresto unitamente alla moglie e suocera. Con loro fu tradotto al carcere di San Vittore, quindi Fossoli, da dove è deportato nel Reich destinato ad Auschwitz. Come i familiari non sopravvive alla Shoah. |
| 25 gennaio 2024   | Foro Buonaparte, 18 45°28′12.66″N 9°11′01.91″E                        |                   | QUI ABITAVA ENRICO RAVENNA NATO 1889 ARRESTATO 12.12.1943 DEPORTATO AUSCHWITZ ASSASSINATO                                  | Enrico Ravenna (Mantova, 4 novembre 1889 - Auschwitz, ???), figlio di Giuseppe e Emilia Norsa, di religione ebraica, in seguito all'occupazione nazista del nord italia, tenta di raggiungere il meridione, ma si trova bloccato a Roma, dove si nasconde per sfuggire le retate nazifasciste, ma è catturato nel dicembre '43. fu trasferito nel campo di Fossoli, a cui segue la deportazione ad Auschwitz, dove giunge il 6 agosto 1944. Non sopravvive alla Shoah. |
| 25 gennaio 2024   | Via Gesù, 4 45°28′09.13″N 9°11′41.39″E                                |                   | QUI ABITAVA MARIO DE BENEDETTI NATO 1892 ARRESTATO 23.11.1943 DEPORTATO AUSCHWITZ ASSASSINATO 7.4.1945 GUSEN               | Mario De Benedetti (Mantova, 7 aprile 1892 - Mauthausen, 7 aprile 1945), figlio di Emanuele e Corinna Finzi, coniuge di Theresia Herz. Pneumologo, allontanato dall'attività fin dal 1938 in conseguenza delle Leggi razziali fasciste, nel novembre 1943 tenta di espatriare, con tutta la sua famiglia, madre, sorella, moglie ed il figlio di 8 anni, verso la Svizzera, ma sono fermati al confine. Mario e la moglie vengono arrestati a Tirano, incarcerati prima a Sondrio, quindi a San Vittore e poi a Fossoli ed infine deportati nel Reich e destinati ad Auschwitz, dove giungono il 10 aprile 1944. La moglie muore già a luglio, mentre Mario si prodiga per assistere, di nascosto alle SS, gli internati del campo. Muore probabilmente nel corso di una "marcia della morte". |
| 25 gennaio 2024   | Via Gesù, 4 45°28′09.13″N 9°11′41.39″E                                |                   | QUI ABITAVA THERESIA HERZ NATA 1900 ARRESTATA 23.11.1943 DEPORTATA AUSCHWITZ ASSASSINATA 17.7.1944                         | Theresia Herz (Il Cairo, 6 febbraio 1900 - Auschwitz, 17 luglio 1944), figlia di Max e Lina Perla Colornie, moglie di Mario De Benedetti, condivide il tragico destino del marito: al fallito il tentativo di espatrio, segue il carcere prima a Sondrio, quindi a San Vittore e poi a Fossoli, a cui segue la deportazione ad Auschwitz, dove muore il 17 luglio 1944. |
| 25 gennaio 2024   | Via Pinamonte da Vimercate, 11 45°28′46.31″N 9°10′57.52″E             |                   | QUI ABITAVA DIONIGI PARIETTI NATO 1905 ARRESTATO 2.3.1944 DEPORTATO MAUTHAUSEN DECEDUTO 9.5.1945 EBENSEE                   | Dionigi Parietti (Bosco Valtravaglia, 4 dicembre 1905 - Ebensee, 9 giugno 1945), padre di tre figli, dipendente del Corriere della Sera dal 1942, arrestato il 2 marzo 1944 in conseguenza dello scipero generale del giorno prima. Dal carcere di San Vittore al Binario 21 per la deportazione nel Reich con destinazione Mauthausen, quindi Ebensee, dove muore il 9 giugno 1945. |
| 25 gennaio 2024   | Via Mozart, 2 45°28′05.66″N 9°12′00.77″E                              |                   | QUI ABITAVA LUCIA DE BENEDETTI NATA 1911 ARRESTATA 1.11.1944 DEPORTATA RAVENSBRÜCK ASSASSINATA 20.3.1945                   | Lucia De Benedetti (Milano, 10 aprile 1911 - Ravensbrück, 20 marzo 1945), figlia di Israele Augusto e Berta Zamorani, famiglia di origine ebraica, moglie del professor Lamberto Malatesta. La coppia riceve ospitalità e rifugio in casa ddell'avvocato Leo Giro, che non ripudia la loro amicizia pur essendo egli fascista. Il 1º novembre 1944 le SS irrompono nello studio dell'avvocato arrestandolo insieme a Lucia; sfugge all'arresto il marito impegnato in Università. Imprigionata a San Vittore quindi Bolzano, a cui segue l'internamento nel campo di Ravensbrück, dove giunge il 20 dicembre 1944. Muore al campo il 20 marzo 1945. |
| 25 gennaio 2024   | Via Orti, 16 45°27′17.11″N 9°12′05.36″E                               |                   | QUI ABITAVA UMBERTO TONOLI NATO 1900 ARRESTATO 9.6.1944 DEPORTATO FLOSSENBÜRG ASSASSINATO 1.3.1945 GUSEN                   | Umberto Tonoli (Calvisano, 10 novembre 1900 - Gusen, 1 febbraio 1945), figlio di Francesco e Rachele Zanini, operaio, celibe, partigiano attivo nella Brigata Matteotti operante a Milano. Arrestato in seguito a delazione, il 10 giugno 1944 è incarcerato a San Vittore a cui segue trasferimento a Bolzano e da qui il 5 settembre la deportazione nel Reich con destinazione Flossenbürg, poi Mauthausen. Muore il 1º marzo 1945 a Gusen. |
| 14 novembre 2024  | Via Grigna, 35 45°29′41.78″N 9°09′15.62″E                             |                   | QUI ABITAVA ANDREA ACHILLE NATO 1912 ARRESTATO MARZO 1944 INTERNATO FOSSOLI ASSASSINATO 12.7.1944 CIBENO DI CARPI          | Andrea Achille (Milano, 1912 - Poligono di tiro di Cibeno, Carpi, 12 luglio 1944), antifascista, tipografo. Arrestato dai nazifascisti nel marzo del 1944, rinchiuso a San Vittore,, quindi sul finire di aprile internato a Fossoli, dove è fucilato il 12 luglio 1944, insieme ad altri 66 martiri, nell'"eccidio di Cibeno". Ultima salma ad essere riesumata dalla fossa comune del poligono. È sepolto nel cimitero di Musocco al "Campo della Gloria". |
| 14 novembre 2024  | Via Canonica Luigi, 3 45°28′38.42″N 9°10′38.64″E                      |                   | QUI ABITAVA MANFREDO DAL POZZO NATO 1904 ARRESTATO 1944 INTERNATO FOSSOLI ASSASSINATO 12.7.1944 CIBENO DI CARPI            | Manfredo Dal Pozzo (Milano, 12 agosto 1904 - Poligono di tiro di Cibeno, Carpi, 12 luglio 1944), antifascista, comunista dal 1926, espatria nel 1931 a Parigi e a Zurigo, dove lo si trova coinvolto in violente manifestazioni; al rimpatrio è arrestato e confinato per cinque anni a Bernalda (Matera), in seguito nelle isole di Ponza e di Ventotene. Viene liberato all’inizio della guerra. Arrestato nei primi mesi del 1944 è internato a Fossoli, dove è fucilato il 12 luglio 1944, insieme ad altri 66 martiri, nell'"eccidio di Cibeno". |
| 14 novembre 2024  | Via Donizetti, 38 45°27′57.6″N 9°12′17.3″E                            |                   | QUI ABITAVA GALILEO VERCESI NATO 1891 ARRESTATO 7.3.1944 INTERNATO FOSSOLI ASSASSINATO 12.7.1944 CIBENO DI CARPI           | Galileo Vercesi (Montù Beccaria, 3 marzo 1891 - Poligono di tiro di Cibeno, Carpi, 12 luglio 1944)), avvocato, partigiano, volontario decorato nella Grande Guerra, si impegna poi in politica e sarà segretario del Partito Popolare milanese. Immediatamente all'armistizio dell'8 settembre 1943 organizza le prime fasi resistenziali. Sarà componente del comando del CVL per la Democrazia Cristiana fino all'arresto del marzo 1944. Rinchiuso a San Vittore,, prima dell'internamento a Fossoli, dove è fucilato il 12 luglio 1944, insieme ad altri 66 martiri, nell'"eccidio di Cibeno". |
| 15 novembre 2024  | Via Nirone, 5 45°27′55.5″N 9°10′41.1″E                                |                   | QUI ABITAVA ANTONIO MANZI NATO 1913 ARRESTATO 20.2.1944 INTERNATO FOSSOLI ASSASSINATO 12.7.1944 CIBENO DI CARPI            | Antonio Manzi (Milano, 28 ottobre 1913 - Poligono di tiro di Cibeno, Carpi, 12 luglio 1944)), dottore commercialista, tenente del V° alpini, comandante partigiano. A Bassano del Grappa all'armistizio dell'8 settembre 1943, entra nella Resistenza tra le file dei partigiani nella bergamasca. Col nome di battaglia di "Vercesio" è comandante di una formazione delle "Fiamme Verdi" operante in Val Brembana, e per qualche tempo il raggruppamento "Alfredo Di Dio". Arrestato a Lenna su delazione, fu portato nella sede dei fascisti di Bergamo e torturato prima del trasferimento nel carcere cittadino di Sant'Agata a cui segue San Vittore ed infine l'internamento a Fossoli dove è fucilato il 12 luglio 1944, insieme ad altri 66 martiri, nell'"eccidio di Cibeno". Partigiano cattolico assassinato a Fossoli. |
| 15 novembre 2024  | Via Petrarca, 16 45°28′14.71″N 9°10′05.91″E                           |                   | QUI ABITAVA FERDINANDO BRENNA NATO 1910 ARRESTATO 10.12.1943 INTERNATO FOSSOLI ASSASSINATO 12.7.1944 CIBENO DI CARPI       | Ferdinando Brenna (Milano, 13 dicembre 1910 - Poligono di tiro di Cibeno, Carpi, 12 luglio 1944)), patriota, coniugato, un figlio. Fidato collaboratore di Poldo Gasparotto, anch'egli membro del Partito d'Azione è arrestato in casa il 10 dicembre 1943 dai tedeschi, insieme alla sorella ed il padre (che sarà l'unico superstite dei fucilati all'Arena di Milano, il 19 dicembre '43). Portato prima a San Vittore, quindi il 27 aprile 1944 internato a Fossoli, dove è fucilato il 12 luglio 1944, insieme ad altri 66 martiri, nell'"eccidio di Cibeno". Prima che si compisse il suo destino Ferdinando, nel campo, fu abile organizzatore della distribuzione della corrispondenza clandestina; a lui Gasparotto, prima della fucilazione, che anticipa di una quindicina di giorni quella di Ferdinando, affida le sue testimonianze pubblicate poi dagli eredi nel 2007 col titolo "Diario di Fossoli". |
| 15 novembre 2024  | Via Mascheroni, 20 45°28′13.53″N 9°09′54.66″E                         |                   | QUI ABITAVA UBALDO PANCERI NATO 1891 ARRESTATO INTERNATO FOSSOLI ASSASSINATO 12.7.1944 CIBENO DI CARPI                     | Ubaldo Panceri (Paderno Dugnano, 21 settembre 1891 - Poligono di tiro di Cibeno, Carpi, 12 luglio 1944)), colonnello del 6º Reggimento bersaglieri, coniugato con Clara Rosselli, una figlia. Arrestato è internato a Fossoli dove è fucilato il 12 luglio 1944, insieme ad altri 66 martiri, nell'"eccidio di Cibeno". Risulterà vano l'intervento di intercessione del vescovo di Carpi dell'epoca per salvargli la vita, su disperata sollecitazione della moglie di Ubaldo che assistette al trasporto dei prigionieri verso il poligono di tiro di Cibeno. |
| 23 gennaio 2025   | Via Sant'Antonio, 1 45°27′40.38″N 9°11′35.58″E                        |                   | QUI ABITAVA FRANCESCO BESSO NATO 1921 ARRESTATO 9.9.1943 INTERNATO RODI ASSASSINATO 27.2.1945                              | Francesco Besso (Vignale Monferrato, 13 novembre 1921 - Rodi, 27 febbraio 1945)), figlio di Francesco Romano e Teresia Luparia. Trasferitosi a Milano con i genitori, frequenta con profitto l'Accademia di Brera fino al suo arruolamento volontario, giugno 1941. Inviato prima in Albania, è a Rodi all'atto della proclamazione dell'armistizio dell'8 settembre 1943. Come i compagni, sbandati, senza ordini, arrestati dai tedeschi, al rifiutarsi di arruolarsi tra le file dell'esercito di Hitler è arrestato. In seguito a delazione, accusato di essere l'autore di vignette satiriche e denigratorie del dittatore tedesco e Mussolini, è processato dal tribunale di guerra tedesco e condannato alla fucilazione. Condanna eseguita il 27 febbraio 1945. |
| 23 gennaio 2025   | Via Fatebenefratelli, 12 45°28′13.53″N 9°09′54.66″E                   |                   | QUI ABITAVA RENATO LEVI NATO 1898 ARRESTATO 12.10.1943 DEPORTATO AUSCHWITZ ASSASSINATO 28.1.1944                           | Renato Levi (Napoli, 4 agosto 1898 - Auschwitz, 28 gennaio 1944)), figlio di Massimo e di Fanny Cammeo. Trasferitosi a Milano, gestisce un negozio musicale per appassionati di jazz. Alla promulgazione delle Leggi razziali fasciste richiede il provvedimento della "discriminazione", ma non gli viene riconosciuto. In seguito alla proclamazione dell'armistizio dell'8 settembre 1943, è arrestato e detenuto a San Vittore prima della deportazione nel Reich con destinazione Auschwitz. Matricola n° 168004, muore al campo in data imprecisata. |
| 28 gennaio 2025   | Via Fatebenefratelli, 11 ingresso Questura 45°28′23.02″N 9°11′31.37″E |                   | QUI ERA IN SERVIZIO GIUSEPPE PRATA NATO 1908 ARRESTATO 7.9.1944 DEPORTATO FLOSSENBÜRG ASSASSINATO 28.1.1944                | Giuseppe Prata (Youngstown, 20 novembre 1898 - Hersbruck, 21.3.1945), Guardia di Pubblica Sicurezza nel dicembre 1934, Vice Brigadiere di P.S. nell’aprile 1943. In servizio alla Questura di Milano, è stato arrestato per rappresaglia per l’uccisione di un soldato tedesco. Deportato nel Reich con destinazione Flossenbürg. Assassinato nel sottocampo di Hersbruck, 21 marzo 1945. |
| 28 gennaio 2025   | Via Fatebenefratelli, 11 ingresso Questura 45°28′23.02″N 9°11′31.37″E |                   | QUI ERA IN SERVIZIO EMIDDIO MASTRODOMENICO NATO 1922 ARRESTATO 30.6.1944 ASSASSINATO 10.8.1944 STRAGE DI PIAZZALE LORETO   | Emiddio Mastrodomenico (San Ferdinando di Puglia, 30 novembre 1922 - Strage di Piazzale Loreto, 10 agosto 1944), Guardia di Pubblica Sicurezza nell'ottobre 1941 in servizio alla Questura di Milano. Arrestato la sera del 30 giugno 1944 con l'accusa di fiancheggiare le formazioni dei GAP milanesi. La successiva perquisizione dell'alloggio di servizio rinviene materiale antifascista e documenti compromettenti. Incarcerato, è fucilato insiema ad altri 14 partigiani nella Strage di Piazzale Loreto, 10 agosto 1944. |
| 28 gennaio 2025   | Via Fatebenefratelli, 11 ingresso Questura 45°28′23.02″N 9°11′31.37″E |                   | QUI ERA IN SERVIZIO ANGELO MOLINO NATO 1924 ARRESTATO 30.6.1944 DEPORTATO NEUNGAMME ASSASSINATO 10.4.1945                  | Angelo Molino (Reana del Rojale, 20 febbraio 1924 - Dachau, 10 aprile 1945), Guardia di Pubblica Sicurezza nel marzo 1942 in servizio alla Questura di Milano. Dopo l'armistizio dell'8 settembre 1943 rientra nella sua regione di appartenenza, il Friuli-Venezia Giulia ed entra nella Resistenza tra le file della "Brigata Val Torre" della IIIª Divisione Osoppo-Friuli. Catturato dai tedeschi sul finire del settembre 1944 è deportato nel Reich con destinazione Neuengamme prima di Mauthausen, dove muore il10 aprile 1945. |
| 13 marzo 2025     | Via Ariosto, 3 45°28′06.45″N 9°09′54.9″E                              |                   | QUI ABITAVA GIUSEPPE LEVI NATO 1862 ARRESTATO 26.10.1943 DEPORTATO AUSCHWITZ ASSASSINATO 23.5.1944                         | Giuseppe Levi (Janina, 25 settembre 1972 - Auschwitz, 23 maggio 1944), appartenente ad una famiglia di banchieri di antica appartenenza alla comunità ebraica greca, Giuseppe è commerciante, sposa in seconde nozze Speranza Johanan, da cui avrà tre figli. Nel 1907 si trasferiscono a Milano, ma quando si intensificano i bombardamenti sulla città si spostano nella villa di Moltrasio, dove si ritengono al sicuro dato il passaporto portoghese e la destinazione della villa a consolato portoghese, di cui un figlio era titolare; fidavano dell’extraterritorialità di uno Stato neutrale. Ma la sera del 26 ottobre 1943 i nazisti arrestano Giuseppe, i due figli maschi Samuele e Guglielmo Levi e Luigi Del Monte marito della figlia. Dopo la detenzione a San Vittore sono trasferiti al campo di Fossoli, a cui fa seguito la deportazione nel Reich con destinazione Auschwitz. Giuseppe muore durante il viaggio. |
| 13 marzo 2025     | Via Ariosto, 3 45°28′06.45″N 9°09′54.9″E                              |                   | QUI ABITAVA SAMUELE LEVI NATO 1907 ARRESTATO 26.10.1943 DEPORTATO AUSCHWITZ ASSASSINATO                                    | Samuele Levi (Volos, 25 febbraio 1907 - Auschwitz, ???), secondogenito di Giuseppe Levi e Speranza Johanan, affianca con il fratello il padre nell'attività familiare a Milano. Negli anni '30, Samuele è nominato console onorario del Portogallo e l'attività consolare spostata nella villa di Moltrasio, ritenuto luogo sicuro. Ma la sera del 26 ottobre 1943 è arrestato insieme al padre, al fratello e cognato Luigi Del Monte. Deportato ad Auschwitz, quindi Gross-Rosen, dove muore in data ignota. |
| 13 marzo 2025     | Via Ariosto, 3 45°28′06.45″N 9°09′54.9″E                              |                   | QUI ABITAVA LUIGI DEL MONTE NATO 1897 ARRESTATO 26.10.1943 DEPORTATO AUSCHWITZ ASSASSINATO                                 | Luigi Del Monte (Napoli, 24 giugno 1897 - Auschwitz, ???), figlio di Alfredo e Fortunata Ascarelli, terzo di 8 figli. Giovane atleta e sportivo di livello agonistico, combatte nella Grande Guerra, quindi si occupa dell'importante azienda di famiglia attiva nel settore tessile. Imprenditore di talento apre succursali in diverse località: a Busto Arsizio conosce la famiglia di Giuseppe Levi sposandone la figlia nel 1926, dalla quale avrà due figli. Consigliere e tesoriere della Comunità Ebraica di Napoli. Dopo la promulgazione delle leggi razziali del 1938 fa della propria abitazione anche una scuola ebraica, ospitando due classi. A seguito dei bombardamenti alleati si trasferisce con la famiglia della moglie nella villa di Moltrasio, ma subisce ugualmente l'arresto insieme al suocero e ai due cognat. Da San Vittore è deportato nel Reich il 6 dicembre 1943 con destinazione Auschwitz, dove muore in data ignota. |
| 13 marzo 2025     | Viale Coni Zugna, 17 45°27′34.13″N 9°09′58.21″E                       |                   | QUI ABITAVA SERGIO TORNAGHI NATO 1914 ARRESTATO 8.10.1944 DEPORTATO MAUTHAUSEN ASSASSINATO 8.3.1945 MELK                   | Sergio Tornaghi (Milano, 17 dicembre 1914 - Melk, 8 marzo 1945), inviato a combattere sul fronte jugoslavo, dopo l'armistizio dell'8 settembre 1943 entra nella Resistenza nelle formazioni di Giustizia e Libertà, occupandosi della diffusione della stampa clandestina e in seguito, dall'aprile 1944, di organizzare la rete di assistenza ai prigionieri militari evasi e del loro passaggio in Svizzera, nonché assistenza e supporto ai compagni detenuti a San Vittore. Con la moglie Dina Sciomachen, fabbrica documenti falsi per i compagni che devono nascondersi e celare la propria identità. Ricercato da tempo dalla polizia nazifascista, l’8 ottobre 1944 è prelevato da casa e incarcerato a San Vittore prima del trasferimento a Bolzano da dove, il 20 novembre, è deportato nel Reich con destinazione Mauthausen, matricola 110421. Il 5 dicembre è a Melk, dove muore l'8 marzo 1945. |